# Galium album
Il caglio bianco (Galium album Mill., 1768)  è una pianta erbacea, perenne, dai piccoli fiori bianchi, appartenente alla  famiglia delle Rubiaceae.

## Etimologia
L'etimologia del nome generico (Galium) ci riporta molto indietro nel tempo. Dai testi di Dioscoride Pedanio  (Anazarbe in Cilicia, 40 circa - 90 circa), che fu un medico, botanico e farmacista greco antico che esercitò a Roma ai tempi dell'imperatore Nerone, sappiamo che “Galion”, anticamente, era una pianta usata nella coagulazione del latte per ottenere il formaggio. In effetti “Galium” deriva dalla parola greca “gala” (=latte) alludendo così al fatto che alcune specie del genere Galium vengono utilizzate per cagliare il latte.

L'epiteto specifico (album) deriva ovviamente dal colore bianco dei suoi fiori.
 
Il binomio scientifico attualmente accettato (Galium album) è stato proposto dal botanico scozzese Philip Miller (Chelsea, 1691 –  Chelsea, 1771) in una pubblicazione del 1768.
 
In lingua tedesca questa pianta si chiama Gewöhnliches weißes Labkraut; in francese si chiama Gaillet blanc; in inglese si chiama Upright Hedge-bedstraw.

## Descrizione

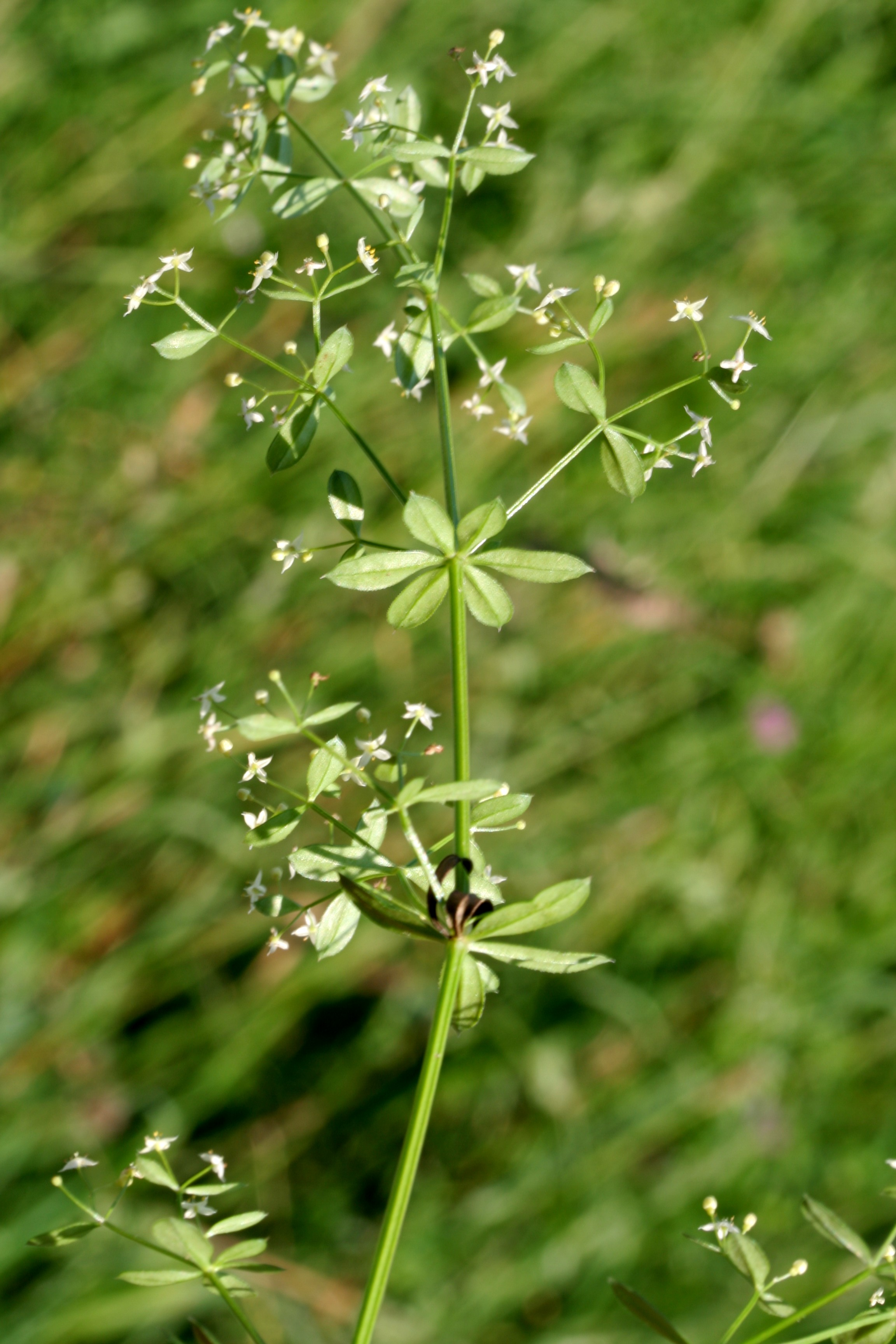
Il portamento
Località: Villa Prima, Limana (BL), 350 m s.l.m. - 4/10/2008

Si tratta di una pianta erbacea la cui altezza può variare da 30 a 150 cm.  La forma biologica della specie è emicriptofita scaposa (H scap); ossia è una pianta perennante con gemme poste al livello del suolo con fusto allungato e mediamente foglioso.

### Radici
Le radici sono secondarie da rizoma.

### Fusto
- Parte ipogea: la parte ipogea consiste in un rizoma con stoloni sotterranei allungati.
- Parte epigea: il fusto è eretto (ma può essere anche scadente oppure quasi prostrato) e ramoso. La superficie è ispida con peli rivolti verso l'alto.  Può presentare una certa lignificazione nella parte basale. La sua sezione è tetragona e all'interno è caratterizzato dall'avere fasci conduttori collaterali. Dimensione dei peli 0,5 – 1,5 mm.

### Foglie

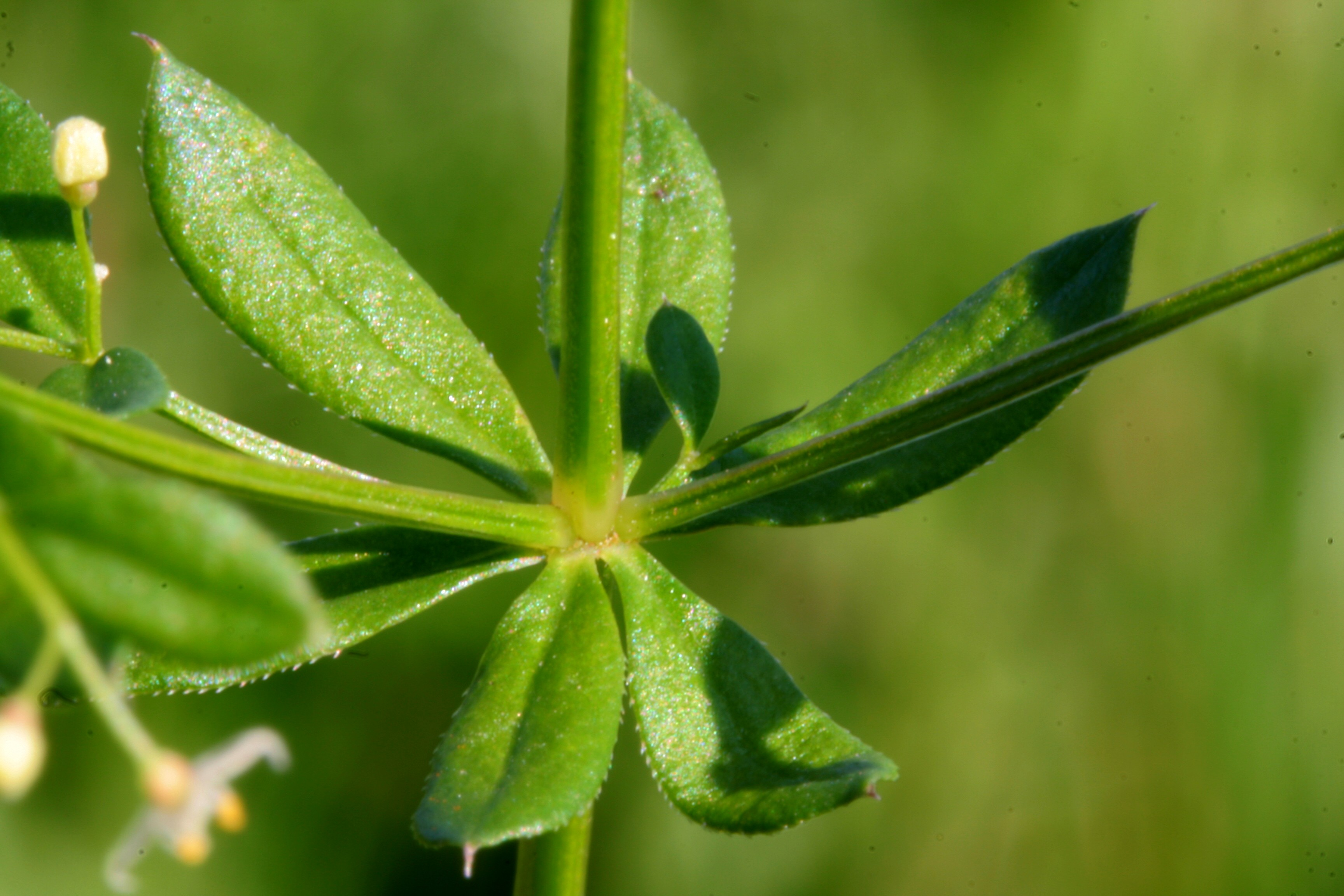
Le foglie
Località: Villa Prima, Limana (BL), 350 m s.l.m. - 4/10/2008

Le foglie sono verticillate, composte da 6 – 10 lamine lanceolate o lanceolate-lineari. Ogni foglia ha una sola stretta nervatura centrale con superficie più o meno piana e progressivamente ristretta in punta. Sulla pagina superiore sono verdi scure e lucide. La consistenza delle foglie è lievemente coriacea.

In realtà queste foglie sono delle stipole con lamina uguale a delle normali foglie (le foglie vere sono soltanto quelle relative alle due ascelle fogliari che si diramano in posizioni opposte). In effetti tutte le piante del genere Galium sono caratterizzate dall'avere stipole “inter-picciolari”. 

La lunghezza delle foglie medie è minore del rispettivo  internodio. Dimensione delle foglie: larghezza 1,5 – 5 mm; lunghezza 10 – 30 mm.

### Infiorescenza

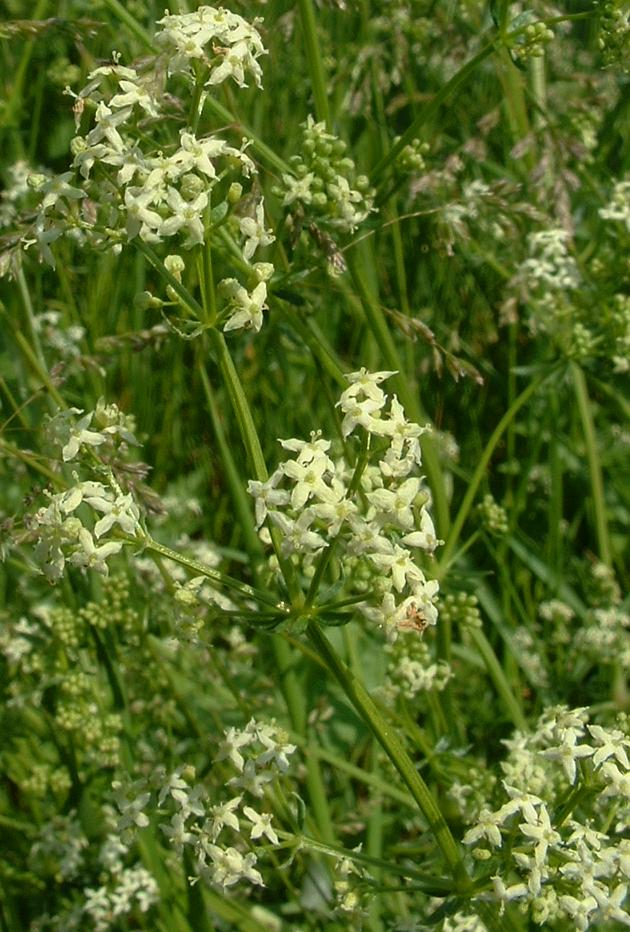
L'infiorescenza

L'infiorescenza è racemosa a forma ovoidale allungata. Il peduncolo dell'infiorescenza è mediamente lungo, mentre i pedicelli (il sostegno del singolo fiore dell'infiorescenza) è  molto breve: risulta più piccolo del fiore stesso (< di 3 mm). I rami dell'infiorescenza sono eretti anche dopo la fioritura.

### Fiore

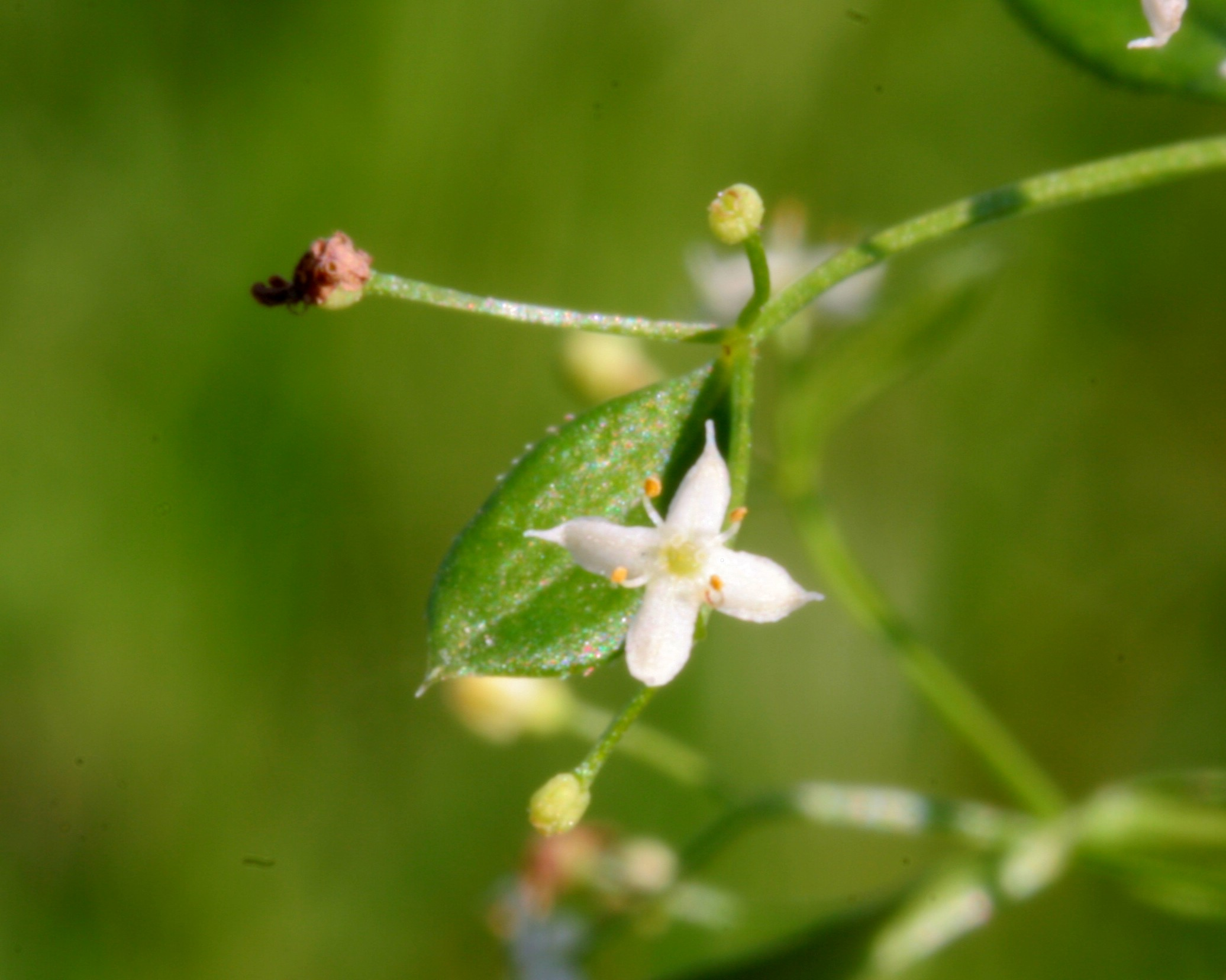
Il fiore
Località: Villa Prima, Limana (BL), 350 m s.l.m. - 4/10/2008

I fiori sono  ermafroditi,  attinomorfi, tetraciclici (formati cioè da 4 verticilli: calice – corolla – androceo – gineceo), tetrameri (calice e corolla formati da 4 elementi) e epigini. Sono inoltre piccoli e molto uguali tra di loro, pedicellati ma senza bratteole. Sono proterandri  (gli organi maschili maturano prima di quelli femminile per evitare una eccessiva autoimpollinazione). 
- Formula fiorale:

* K (4), [C (4), A 4], G (2)  (infero)
- Calice: il calice è quasi indistinto e non è dentato.
- Corolla: la corolla è simpetala, glabra e rotata con breve tubo (o sub-nullo); è quadripartita e con nettari scoperti. I lobi dei petali sono apiculati. Diametro della corolla : 3 – 5 mm.
- Androceo: gli stami sono quattro inseriti sul tubo corollino; le antere sono gialle.
- Gineceo: l'ovario è infero a due loculi (formato quindi da due carpelli); lo stilo è unico con stimma capitato.
- Fioritura: da maggio a settembre.
- Impollinazione: è possibile un'autoimpollinazione (le antere sono molto vicine agli stimmi anche se maturano prima dello stilo), comunque normalmente l'impollinazione avviene tramite mosche e coleotteri.

### Frutti
Il frutto che si origina dall'ovario è unico, secco e appena peloso (oppure liscio); è indeiscente ed è formato da due lobi, ognuno contenente un seme (frutto di tipo bi-mericarpico). Il frutto è visibile dall'esterno (e non avvolto come in altri generi della stessa famiglia).

## Distribuzione e habitat
- Geoelemento: il tipo corologico (area di origine) è Ovest Eurasiatico.
- Distribuzione: la diffusione di questa pianta sul territorio italiano è completa, come anche nel resto dell'Europa.
- Habitat: l'habitat tipico del Galium album sono i prati, i pascoli e le siepi.
- Distribuzione altitudinale: sui rilievi queste piante si possono trovare fino a 2000 m s.l.m.; frequentano quindi i seguenti piani vegetazionali: collinare, montano e in parte subalpino.

## Tassonomia
La famiglia di appartenenza del “caglio bianco” (Rubiaceae) è una famiglia vegetale abbastanza numerosa, organizzata in 550 generi per un totale di circa 9000 specie.
Il genere di appartenenza (Galium) è mediamente numeroso e comprende circa 400 specie, diffuse soprattutto dai Tropici alle zone temperate (sia nord che sud) delle quali almeno una sessantina sono proprie della flora italiana.
Il genere di questa scheda fa parte della tribù delle Galieae, piante erbacee con stipole sviluppate fino a confondersi con le foglie in verticilli posti ai nodi del fusto e con frutti diacheni, o secondo altri Autori a quella delle Rubieae.
In particolare il Galium album fa parte del ”Gruppo di Galium mollugo” che comprende, oltre alla pianta di questa scheda, anche la specie Galium mollugo L. - Caglio tirolese (si differenzia per le foglie che sono leggermente spatolate e più corte). Questo gruppo risulta essere poliploide, in particolare il Galium album è tetraploide (2n = 44), ossia nelle cellule sono presenti quattro cromosomi per ogni tipo  (probabilmente  la pianta di questa scheda è derivata dal Galium mollugo che è diploide: 2n = 22). La poliploidia normalmente porta a delle specie molto variabili e con caratteri morfologici instabili.

### Variabilità
Questa pianta viene considerata abbastanza polimorfa (vedi paragrafo sopra), può presentarsi quindi in diverse forme e varianti. Nell'elenco che segue sono indicate alcune varietà e sottospecie (l'elenco può non essere completo e alcuni nominativi sono considerati da altri autori dei sinonimi della specie principale o anche di altre specie):
- Galium album Mill. subsp. album (descrizione dettagliata nel paragrafo “Sottospecie”).
- Galium album Mill. subsp. erectum
- Galium album Mill. subsp. prusense (K.Koch) Ehrend. & Krendl (1974)
- Galium album Mill. subsp. pycnotrichum (Heinr. Braun) Krendl in Oesterr. (1967) (descrizione dettagliata nel paragrafo “Sottospecie”).
- Galium album Mill. subsp. suberectum (Klokov) E. Michalkova (1993)
- Galium album Mill. var. praticola (Heinr. Braun) E. Michalkova (1993)

### Ibridi
Nell'elenco che segue sono indicati alcuni ibridi interspecifici:
- Galium ×grenchense Lüscher (1904) – Ibrido fra: G. album e G. verum subsp. wirtgenii
- Galium album x polonicum

### Sinonimi
La specie di questa scheda ha avuto nel tempo diverse nomenclature. L'elenco che segue indica alcuni tra i sinonimi più frequenti:
- Galium aristatum Sm.
- Galium auratum Klokov (sinonimo della subsp. prusense)
- Galium besseri Klokov
- Galium brevifolium Fil. & Sm.
- Galium brachyphyllum Schult.
- Galium calcareum (Albov) Pobed. (sinonimo della subsp. prusense)
- Galium erectum Syme
- Galium erectum Huds. (1778), non Syme
- Galium fagetorum Klokov (sinonimo della subsp. prusense)
- Galium fasciculatum Klokov (sinonimo della subsp. prusense)
- Galium filippi Briq.
- Galium hypanicum Klokov (sinonimo della subsp. pycnotrichum)
- Galium juzepczukii Pobed. (sinonimo della subsp. prusense)
- Galium mollugo L. subsp. album (Mill.) Tzvelev
- Galium mollugo L. subsp. erectum Syme
- Galium mollugo L. subsp. pycnotrichum (Heinr.Braun) O.Schwarz (sinonimo della subsp. pycnotrichum)
- Galium prusense K.Koch (sinonimo della subsp. prusense)
- Galium pseudomollugo Klokov
- Galium semiamictum Klokov (sinonimo della subsp. pycnotrichum)
- Galium sphenophyllum Klokov
- Galium suberectum Klokov
- Galium sylvestre Scop.
- Galium tyraicum Klokov (sinonimo della subsp. pycnotrichum)
- Galium zelenetzkii Klokov (sinonimo della subsp. prusense)

### Specie simili
La specie che più si avvicina a quella di questa scheda è ovviamente quella appartenente al ”Gruppo di Galium mollugo” (Galium mollugo); ma altre specie sono “vicine” a Galium album come ad esempio il Galium lucidum. Anche quest'ultima specie è tetraploide. Inoltre essendo le loro aree sia geografiche che ecologiche abbastanza sovrapposte, possono facilmente generare degli ibridi soprattutto nella fascia sub-mediterranea.

### Sottospecie

#### Subsp.album
- Galium album Mill. subsp. album Mill. (1768)
- Morfologia: altezza media della pianta: 30 – 100 cm. La forma delle foglie è più spiccatamente  lanceolata e termina in modo progressivamente appuntito.
- Fioritura: da maggio a ottobre.
- Geoelemento: il tipo corologico è Europeo.
- Habitat:  l'habitat tipico per questa sottospecie sono gli ambienti ruderali, bordi delle strade, siepi e margini dei boschi, schiarite boschive, frutteti, prati, pascoli mesofili e arbusteti. Il substrato preferito è sia calcareo che siliceo con pH neutro e alti valori nutrizionali del terreno che deve essere mediamente umido.
- Distribuzione: sulle Alpi questa sottospecie è diffusa in tutte le provincie italiane e estere. In Europa è presente sui seguenti rilievi: Foresta Nera, Massiccio Centrale, Massiccio del Giura, Carpazi, Alpi Dinariche e Monti Balcani.
- Distribuzione altitudinale: la sottospecie album frequenta i seguenti piani vegetazionali: collinare e montano.
- Fitosociologia[7]:

Formazione : comunità delle macro- e megaforbie terrestri
Classe : Molinio-Arrehenatheretea
Ordine : Arrehenatheretalia elatioris
Alleanza : Arrhenatherion elatioris

#### Subsp.pycnotrichum
- Galium album Mill. subsp. pycnotrichum (Heinr. Braun) Krendl in Oesterr. (1967)
- Nome comune: Caglio densamente vellutato
- Morfologia: altezza media della pianta: 50 – 150 cm. La forma delle foglie è spatolata (la parte più larga della foglie è oltre la metà verso la parte terminale) e all'apice è appuntita in modo brusco.
- Fioritura: da maggio a settembre.
- Geoelemento: il tipo corologico è Sud Est Europeo.
- Habitat:  l'habitat tipico per questa sottospecie sono i margini erbacei dei boschi e querceti sub-mediterranei. Il substrato preferito è sia calcareo che siliceo con pH neutro e medi valori nutrizionali del terreno che deve essere secco.
- Distribuzione: sulle Alpi questa sottospecie è diffusa solamente nel Bellunese e zone orientali, mentre nel resto dell'Europa si trova sui monti Carpazi.
- Distribuzione altitudinale: la sottospecie pycnotrichum frequenta il piano vegetazionale collinare.
- Fitosociologia[7] :

Formazione : comunità delle macro- e megaforbie terrestri
Classe : Trifolio-Geranietea sanguinei
Ordine : Origanetalia vulgaris
Alleanza : Geranion sanguinei